# Ingrid Persson Titelman
Ingrid Persson Titelman, född 11 oktober 1941 i Lysekil är en svensk textilkonstnär.
Hon arbetar huvudsakligen med vävda och tryckta bilder på tyg samt textila skulpturer. Bland hennes offentliga arbeten märks en gobeläng för Uppsala universitet. Persson Titelman är representerad vid Nationalmuseum i Stockholm, Statens konstråd samt i ett flertal kommuner och landsting.